# Juan Guillermo Zuluaga
Juan Guillermo Zuluaga Cardona (San José del Guaviare, Guaviare; 3 de noviembre de 1970) es un político, administrador público y de empresas colombiano, gobernador del Departamento de Meta para el periodo 2020-2023. Fue ministro de Agricultura entre 2017 y 2018 y alcalde de Villavicencio entre 2012 y 2015.

## Biografía
Nació en San José del Guaviare. Seguido a esto, empezó a estudiar Administración Pública en la Escuela Superior de Administración Pública, administrador de empresas de la Fundación Universitaria Los Libertadores y especialista en Gerencia en Gobierno y Gestión Pública de la Universidad Jorge Tadeo Lozano. Fue elegido como concejal de Villavicencio por dos periodos constitucionales sucesivos, desde 1998 hasta 2003.
Se desempeñó como Secretario Social y de Participación de la Gobernación del departamento de Meta y miembro de la Junta Directiva del Comité de Vivienda. También fue alcalde de Villavicencio entre 2012 y 2015, Gobernador encargado de Meta y Gobernador titular de Meta en el mandato 2020-2023. Entre sus cargos están como Director de Seguimiento y Evaluación de los Acuerdos de Paz de la Presidencia y fue delegado para coordinar la visita del Papa Francisco a Colombia.

## Familia
Zuluaga está casado desde el 12 de diciembre de 1998, con la odontóloga y gestora social, María Angélica Rangel Camacho. Quien es hija de la asesinada política y líder social del departamento del Meta, Betty Camacho de Rangel.
La pareja se conoció durante diferentes reuniones y encuentros de trabajo, ya que Juan Guillermo y María Angélica trabajaban dentro del equipo político de la familia Camacho Rangel.
Juan Guillermo tuvo su primer hijo, Juan Sebastián Zuluaga López, el 12 de mayo de 1994.
Con su esposa María Angélica tiene otros dos hijos, Betty Natalia Zuluaga Rangel, nacida el 8 de noviembre del año 2000, y Juan Diego Zuluaga Rangel, nacido el 7 de febrero del año 2002.
Toda la familia del político reside en la capital del Meta, Villavicencio.